# Château de Belogorka
Le château de Belogorka (Белогорка) se trouve à Belogorka dans le raïon de Gatchina à côté de Saint-Pétersbourg.

## Histoire
L'histoire du château commence en 1796, lorsque Paul Ier donne le domaine, qui se trouve sur la rive droite de l'Oredej, au général Malioutine. Ce dernier le vend en 1799 à Franz Bel, natif de Strasbourg, (inscrit au livre de la noblesse du district (ouyezd) de Tsarkoïe Selo) qui fait construire un château du nom de Gorka qui devient Belagorka après sa mort et Belogorka au début du XXe siècle. Le château de bois peint de style classique s'ouvre sur une cour d'honneur entourée de vergers et d'une orangerie. Le parc romantique de trente déciatines, avec des escaliers descendant jusqu'à la rivière, reste presque inchangé pendant tout le XIXe siècle. 
N. V. Novitski, mari de la dernière propriétaire, née Elisabeth Alexandrovna Elisseeff, membre de la riche famille des Elisseeff, négociants à Moscou et à Saint-Pétersbourg, meurt au tournant du siècle d'une courte maladie. Elisabeth Alexandrovna épouse le médecin qui avait soigné son époux avant sa mort, le docteur Ivan Yakovlévitch Fomine. Ils s'installent au château et le restaurent. Finalement le château classique est détruit en 1912 pour être rebâti par l'architecte Vladimir Tablinov en style néoromantique et Jugendstil, avec tours et éléments historicistes à la russe.
Le château et ses terres sont nationalisés après la Révolution d'Octobre. On y installe en 1925 une école agricole qui devient école supérieure d'agriculture et d'agronomie en 1956. Le poète Joseph Brodsky y a vécu et y a enseigné avant d'émigrer[réf. souhaitée]. Le château, qui était presque tombé en ruines après un incendie, est privatisé à la fin des années 1990 et est en cours de réhabilitation.

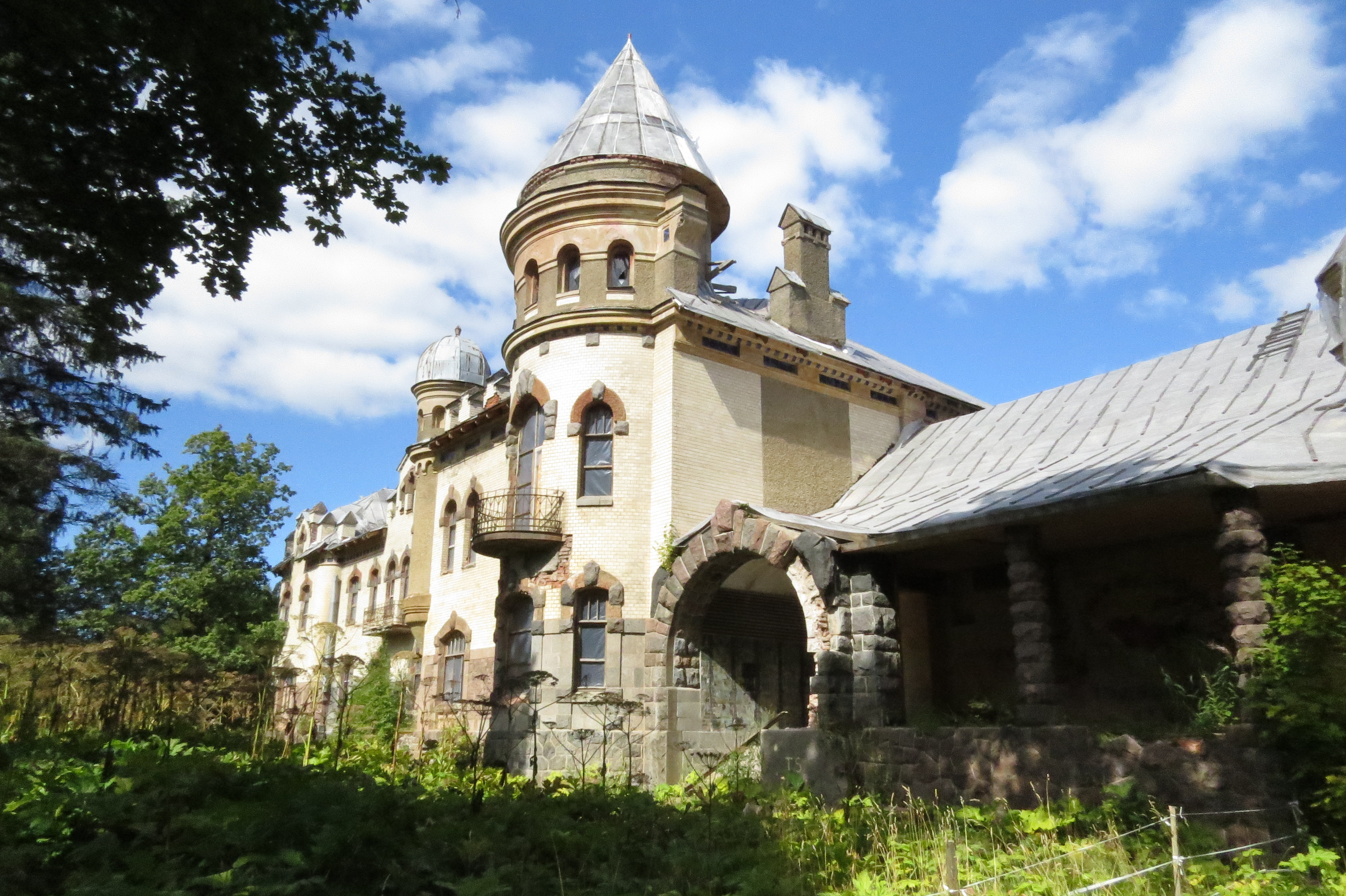
Le château en cours de réhabilitation.